# Sven Vilhem Nykvist
Sven Vilhem Nykvist (Moheda, Alvesta község, 1922. december 3. – Stockholm, 2006. szeptember 20.) kétszeres Oscar-díjas svéd operatőr. Érzékeny stílusa, letisztult, naturalista képsorai okán a filmtörténet egyik legnagyobb hatású operatőreként tartják számon. Ingmar Bergman állandó munkatársaként több mint húsz filmet készítettek együtt, melyek közül kettő fényképezéséért Nykvist Oscar-díjban részesült.

## Élete
Szülei Belga Kongóban tevékenykedő evangélikus misszionáriusok voltak, s a rokonoknál nevelkedő Nykvist tizenhárom éves koráig csak ritkán látta őket. Középiskolai tanulmányait a stockholmi Városi Fotóművészeti Iskolában végezte. Tizenkilenc éves korától, 1941-től segédoperatőrként dolgozott a stockholmi Sandrews stúdióban, 1943-tól pedig a római Cinecittàban. 1945-ben visszatért hazájába, s még ebben az évben leforgatta első filmjét (Tizenhárom szék).
Az elkövetkezendő másfél évtizedben több dokumentumfilm készítésében részt vett, de olyan nagy sikerű játékfilmeket is fényképezett, mint például az Alf Sjöberg rendezte Barabbas (1953) vagy Schamyl Bauman, Ivar Johansson, Gunnar Skoglund és Arne Mattsson játékfilmjei. 1960-tól negyed évszázadon át Ingmar Bergman állandó munkatársa, filmjeinek operatőre volt, bár korábban már egyszer dolgoztak együtt (Fűrészpor és ragyogás, 1953). Több mint húsz filmet forgattak együtt, s közülük kettő fényképezéséért Nykvist Oscar-díjat kapott (Suttogások és sikolyok, 1972, 1973-as Oscar-díj; Fanny és Alexander, 1982, 1983-as Oscar-díj).
Az 1970-es években a nemzetközi filmművészet egyik meghatározó alakja lett, és az 1990-es évek közepéig olyan rendezőkkel dolgozott együtt, mint Caspar Wrede, Volker Schlöndorff, Louis Malle, Roman Polański, Erland Josephson, Alan J. Pakula, Paul Mazursky, Norman Jewison, Andrej Tarkovszkij, Woody Allen, Lasse Hallström, Liv Ullmann és mások.
Első, önéletrajzi ihletésű filmjét 1964-ben rendezte, de rendezői munkássága eltörpül operatőri életműve mellett.

## Életműve

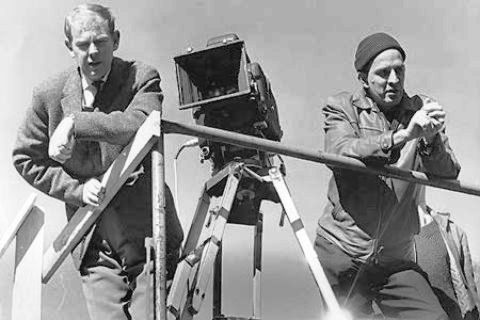
Ingmar Bergman és Sven Nykvist (jobbról balra) a A csend című film forgatásán 1963-ban

Az idősebb svéd operatőrnemzedék (Julius Jaenzon, Goran Strindberg, Gunnar Fischer) munkái által inspirálva nagy hangsúlyt helyezett a lélektani ábrázolásra, s a fény-árnyék hatásokkal, a látvány részleteivel játszadozva finoman, egyszersmind erősen érzékeltette a szereplők hangulatát és hangulatváltozásait. Hogy e látványelemek jobban érvényesülhessenek, filmjeinek java részét az 1970-es évekig fekete-fehérre fényképezte, s kevés számú színes filmjét is (például Szenvedély, 1969) halvány színezés és tompított tónusok jellemzik. Bergmannal egyetértésben előszeretettel fényképezte filmjeit stúdión kívüli helyszíneken, természetes megvilágítású, nagy hatású tájképek előterében. Általában hosszú vágásokkal, intenzív kamerabeállításokkal dolgozott, a világítást és a látványt egyaránt intuitív módon alakította a felvétel során: az 1973-ban forgatott Jelenetek egy házasságból című filmben például több hosszú beállítás, közel tízperces snitt is található, amelyekre egyedi módon intenzív mélységi szerkesztés és a megvilágítás gyakori változtatása jellemző.

### Filmográfiája
Segédoperatőri munkái
- I mörkaste Småland, 1943, rendezte Schamyl Bauman
- Gomorron Bill!, 1945, r. Lauritz Falk és Peter Winner
- Barnen från Frostmofjället, 1945, r. Rolf Husberg

Operatőri munkái
- 13 stolar / Tizenhárom szék, 1945, svéd, rendezte Börje Larsson, fekete-fehér
- Saltstänk och krutgubbar, 1946, svéd, r. Schamyl Bauman, fekete-fehér
- Lata Lena och blåögda Per, 1947, svéd, r. Lennart Wallén, fekete-fehér
- Maj på Malö, 1947, svéd, r. Schamyl Bauman, fekete-fehér
- Hin och smålänningen, 1949, svéd, r. Ivar Johansson, fekete-fehér
- Sjösalavår, 1949, svéd, r. Per Gunvall, fekete-fehér
- Lång-Lasse i Delsbo,1949, svéd, r. Ivar Johansson, fekete-fehér
- Bohus bataljon, 1949, svéd, r. Sölve Cederstrand és Arthur Spjuth, fekete-fehér
- Loffe blir polis, 1950, svéd, r. Elof Ahrle, fekete-fehér
- Rågens rike, 1950, svéd, r. Ivar Johansson, fekete-fehér
- Under södra korset, 1952, svéd, r. Olof Bergström és Sven Nykvist, fekete-fehér
- När syrenerna blomma, 1952, svéd, r. Ivar Johansson, fekete-fehér
- Barabbas, 1953, svéd, r. Alf Sjöberg, fekete-fehér
- Vägen till Klockrike, 1953, svéd, r. Gunnar Skoglund, fekete-fehér
- Gycklarnas afton / Fűrészpor és ragyogás, 1953, svéd, r. Ingmar Bergman, fekete-fehér
- Storm över Tjurö, 1954, svéd, r. Arne Mattsson, fekete-fehér
- Karin Månsdotter, 1954, svéd, r. Alf Sjöberg, fekete-fehér/színes
- Salka Valka,1954, svéd–izlandi koprodukció, r. Arne Mattsson, fekete-fehér
- Der underbara lögnen, 1955, svéd, r. Schamyl Bauman és Mike Road, fekete-fehér
- Älskling på vågen, 1955, svéd, r. Schamyl Bauman, színes
- Sista ringen, 1955, svéd, r. Gunnar Skoglund, fekete-fehér
- Den tappre soldaten Jönsson,	1956, svéd, r. Håkan Bergström, fekete-fehér
- Blånande hav, 1956, svéd, r. Gunnar Skoglund, színes
- Ett kungligt äventyr, 1956, svéd–brit koprodukció, r. Daniel Birt, színes
- Nattbarn, 1956, svéd, r. Gunnar Hellström, fekete-fehér
- Flickan i frack, 1956, svéd, r. Arne Mattsson, színes
- En drömmares vandring, 1957, svéd, r. Lars-Magnus Lindgren, fekete-fehér
- Gäst i eget hus, 1957, svéd, r. Stig Olin, fekete-fehér
- Synnöve Solbakken, 1957, svéd, r. Gunnar Hellström, színes
- Damen i svart, 1958, svéd, r. Arne Mattsson, fekete-fehér
- Laila, 1958, svéd–német koprodukció, r. Rolf Husberg, színes
- Der Engel, der seine Harfe versetzte, 1959, német, r. Kurt Hoffmann, fekete-fehér
- Får jag låna din fru?, 1959, svéd, r. Arne Mattsson, fekete-fehér
- Jungfrukällan / Szűzforrás, 1960, svéd, r. Ingmar Bergman, fekete-fehér
- Lampenfieber, 1960, német, r. Kurt Hoffmann, fekete-fehér
- Domaren, 1960, svéd, r. Alf Sjöberg, fekete-fehér
- A matter of morals, 1961, svéd–amerikai koprodukció, r. John Cromwell, fekete-fehér
- Der Ehe des Herrn Mississippi, 1961, svájci–német koprodukció, r. Kurt Hoffmann, fekete-fehér
- Såsom i en spegel / Tükör által homályosan, 1961, svéd, r. Ingmar Bergman, fekete-fehér
- Mörderspiel, 1961, német–francia koprodukció, r. Helmut Ashley, fekete-fehér
- Lita på mej, älskling!, 1961, svéd, r. Sven Lindberg, fekete-fehér
- Nattvardsgästerna / Úrvacsora, 1962, svéd, r. Ingmar Bergman, fekete-fehér
- Schneewittchen und die sieben Gaukler, 1962, német–svájci koprodukció, r. Kurt Hoffmann, színes
- Liebe will gelernt sein, 1963, német, r. Kurt Hoffmann, fekete-fehér
- Tystnaden / A csend, 1963, svéd, r. Ingmar Bergman, fekete-fehér
- Prins hatt under jorden, 1963, svéd, r. Bengt Lagerkvist, fekete-fehér
- För att inte tala om alla dessa kvinnor / Valamennyi asszony, 1964, svéd, r. Ingmar Bergman, színes
- Att älska, 1964, svéd, r. Jörn Donner, fekete-fehér
- Klänningen, 1964, svéd, r. Vilgot Sjöman, fekete-fehér
- Älskande par / Szerető pár, 1964, svéd, r. Mai Zetterling, fekete-fehér
- Lianbron, 1964, svéd, r. Sven Nykvist, színes
- Persona / Persona, 1966, svéd, r. Ingmar Bergman, fekete-fehér
- Roseanna, 1967, svéd, r. Hans Abramson, színes
- Bränt barn, 1967, svéd, r. Hans Abramson, színes
- Vargtimmen / Farkasok órája, 1968, svéd, r. Ingmar Bergman, fekete-fehér
- Skammen / Szégyen, 1968, svéd, r. Ingmar Bergman, fekete-fehér
- An-Magritt, 1969, norvég, r. Arne Skouen, színes
- Riten / Rítus, 1969, svéd, r. Ingmar Bergman, fekete-fehér
- En passion / Szenvedély, 1969, svéd, r. Ingmar Bergman, fekete-fehér/színes
- Fårödokument 1969, 1970, svéd, r. Ingmar Bergman, színes/fekete-fehér
- Erste Liebe / Első szerelem, 1970, német, r. Maximilian Schell, színes
- One Day in the Life of Ivan Denisovich, brit–norvég koprodukció, 1970, r. Caspar Wrede, színes
- Karpfs Karriere, 1971, német, r. Bernhard Wicki, színes
- The last run / Az utolsó megbízatás, 1971, amerikai, r. Richard Fleischer, színes
- Beröringen / Érintés, 1971, svéd–amerikai koprodukció, r. Ingmar Bergman, színes
- Lockfågeln, 1971, svéd, r. Torgny Wickman, színes
- Siddhartha, 1972, amerikai, r. Conrad Rooks, színes
- Strohfeuer / Szalmaláng, 1972, német, r. Volker Schlöndorff, színes
- Viskningar och rop / Suttogások és sikolyok, 1972, svéd, r. Ingmar Bergman, színes
- Scener ur ett äktenskap / Jelenetek egy házasságból, 1973, svéd, r. Ingmar Bergman, színes
- Das blaue Hotel, 1973, német–svéd koprodukció, r. Stanislav Barabas, színes
- The dove, 1974, amerikai, r. Charles Jarrott, színes
- Trollflöjten / A varázsfuvola, 1975, svéd, r. Ingmar Bergman, színes
- Ransom, 1975, brit, r. Caspar Wrede, színes
- Monismanien 1995, 1975, svéd, r. Kenne Fant, színes
- Black Moon / Fekete hold, 1975, francia–német koprodukció, r. Louis Malle, színes
- Ansikte mot ansikte / Színről színre, 1976, svéd, r. Ingmar Bergman, színes
- Le locataire / A lakó, 1976, francia, r. Roman Polański, színes
- The serpent’s egg / Kígyótojás, 1977, amerikai–német koprodukció, r. Ingmar Bergman, színes
- En och en, 1978, svéd, r. Erland Josephson és Sven Nykvist, színes
- Pretty baby, 1978, amerikai, r. Louis Malle, színes
- Höstsonaten / Őszi szonáta, 1978, francia–német–svéd koprodukció, r. Ingmar Bergman, színes
- King of the Gypsies, 1978, amerikai, r. Frank Pierson, színes
- Hurricane / Hurrikán, 1979, amerikai, r. Jan Troell, színes
- Starting over / Egy elvált férfi ballépései, 1979, amerikai, r. Alan J. Pakula, színes
- Marmeladupproret, 1980, svéd, r. Erland Josephson, színes
- Aus dem Leben der Marionetten / Jelenetek a bábuk életéből, 1980, német–svéd koprodukció, r. Ingmar Bergman, fekete-fehér/színes
- Willie & Phil, 1980, amerikai, r. Paul Mazursky, színes
- The postman always rings twice / A postás mindig kétszer csenget, 1981, amerikai–német koprodukció, r. Bob Rafelson, színes
- Cannery Row / A kék öböl, 1982, amerikai, r. David S. Ward, színes
- Fanny och Alexander / Fanny és Alexander, 1982, svéd–francia–német koprodukció, r. Ingmar Bergman, színes
- Star 80 / Egy aktmodell halála, 1983, amerikai, r. Bob Fosse, színes
- La tragédie de Carmen, 1983, francia–brit–német–amerikai koprodukció, r. Peter Brook, színes
- Un amour de Swann / Swann szerelme, 1984, francia–német koprodukció, r. Volker Schlöndorff, színes
- Efter repetitionen / Próba után, 1984, svéd, r. Ingmar Bergman, színes
- Agnes of God / Isten báránya, 1985, amerikai, r. Norman Jewison, színes
- Dream lover, 1986, amerikai, r. Alan J. Pakula, színes
- Nobody’s child, 1986, amerikai, r. Lee Grant, színes
- Offret / Áldozathozatal, 1986, svéd–brit–francia koprodukció, r. Andrej Tarkovszkij, színes
- The unbearable lightness of being, 1988, amerikai, r. Philip Kaufman, színes
- Ved vejen, 1988, dán–svéd koprodukció, r. Max von Sydow, színes
- Another woman / Egy másik asszony, 1988, amerikai, r. Woody Allen, színes
- New York stories / New York-i történetek c. film Ödipusz, mi fáj? c. fejezete, 1989, amerikai, r. Woody Allen, színes
- Crimes and misdemeanors / Bűnök és vétkek, 1989, amerikai, r. Woody Allen, színes
- Buster’s bedroom, 1991, német–kanadai–portugál koprodukció, r. Rebecca Horn, színes
- Oxen / Az ökör, 1991, svéd–norvég–dán koprodukció, r. Sven Nykvist, színes
- Chaplin / Chaplin, 1992, brit–amerikai–francia–olasz koprodukció, r. Richard Attenborough, fekete-fehér/színes
- Sleepless in Seattle / A szerelem hullámhosszán, 1993, amerikai, r. Nora Ephron, színes
- What’s eating Gilbert Grape / Gilbert Grape, 1993, amerikai, r. Lasse Hallström, színes
- With honors / Tanulj, tinó!, 1994, amerikai, r. Alek Keshishian, színes
- Only you / Only you, 1994, amerikai, r. Norman Jewison, színes
- Mixed nuts / Segítség, karácsony!, 1994, amerikai, r. Nora Ephron, színes
- Something to talk about / Szóbeszéd, 1995, amerikai, r. Lasse Hallström, színes
- Kristin Lavransdatter / Kristin Lavransdatter, 1995, német–norvég–svéd koprodukció, r. Liv Ullmann, színes
- Enskilda samtal, 1996, svéd, r. Liv Ullmann, színes
- Celebrity / Sztárral szemben, 1998, amerikai, r. Woody Allen, fekete-fehér
- Curtain call / Szellemtanya, 1999, amerikai, r. Peter Yates, színes
- Ljuset håller mig sällskap, 2000, svéd–dán koprodukció, r. Carl-Gustav Nykvist, fekete-fehér/színes